# Orba (torrente)
L'Orba è un importante torrente della Liguria e del Piemonte lungo 68 km, principale affluente di destra del fiume Bormida.

## Il corso del torrente
L'Orba ha due rami sorgentizi che si uniscono in località Rostiolo presso l'abitato di Vara Inferiore (SV). Il primo  nasce a 1001 m di altitudine dal versante settentrionale del Monte Reixa (1183 m s.l.m.) nell'Appennino Ligure Occidentale. Scorre incassato formando un piccolo canyon in località Rocche dei Canaloni. Il secondo (a volte indicato erroneamente come Rio Rostiolo) origina sul versante nord del Monte Beigua (1287 m s.l.m.) e scorre in ambiente più aperto ricevendo l'apporto di numerosi ruscelli.

Poco dopo la confluenza, l'Orba viene sbarrato da una diga e forma il Lago dell'Antenna, per lambire poi San Pietro d'Olba, dove riceve l'apporto da sinistra del torrente Orbarina e da destra del  torrente Carpescio o Acquabianca, ed infine Martina d'Olba, frazioni di Urbe (SV).

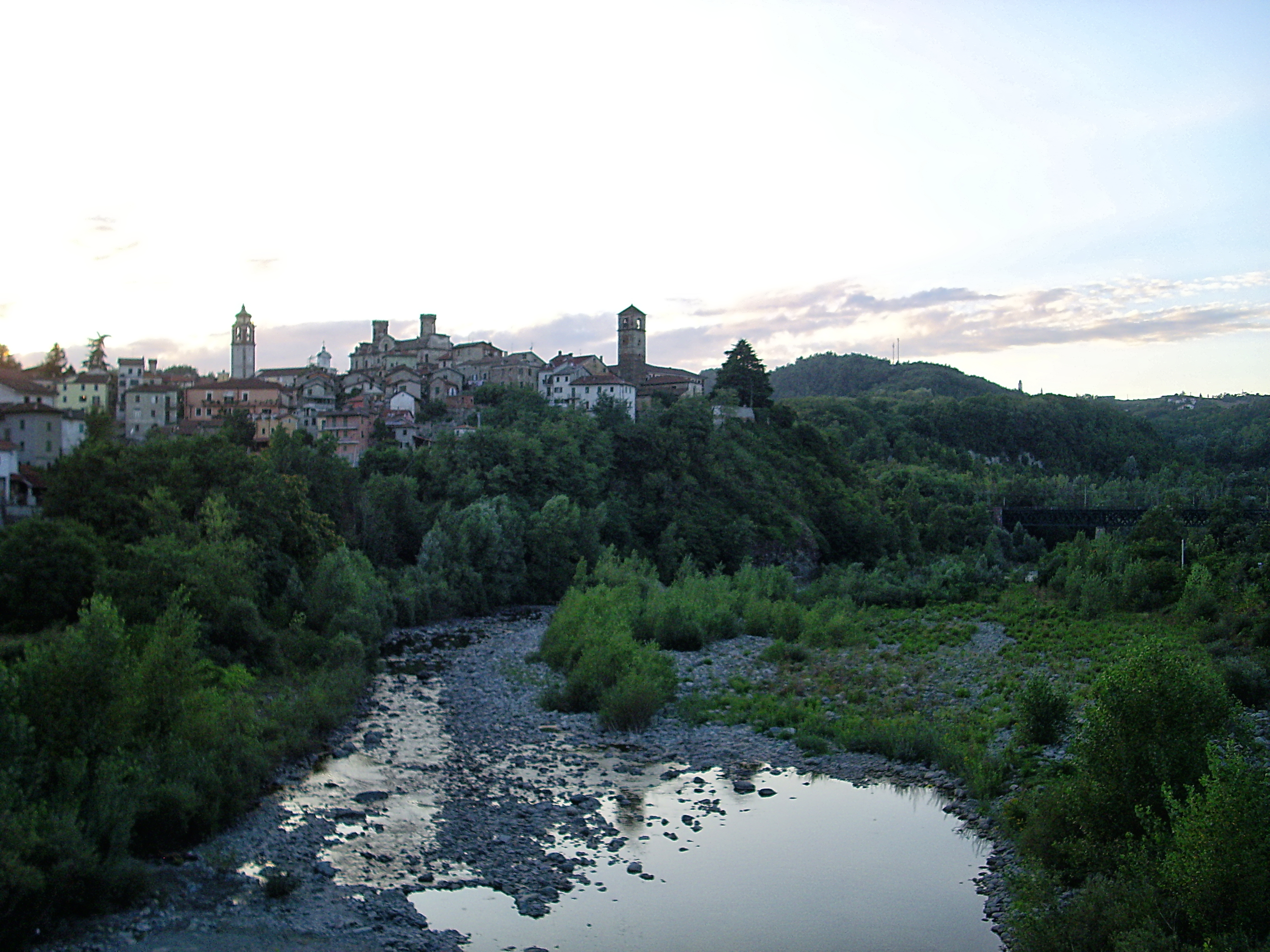
Il torrente Orba all'altezza di Molare

Giunto nei pressi di Acquabuona frazione di Tiglieto (GE) scorre attraverso una serie di gole davvero spettacolari e da qui entra in Piemonte giungendo a Olbicella frazione di Molare (AL), dove riceve da sinistra l'omonimo torrente. Da qui il letto del torrente si allarga per un breve tratto, dopo di che scorre nuovamente incassato per qualche chilometro in una gola boscosa.
Dopo la confluenza da sinistra del rio Meri, (noto per la sua bella cascata), il torrente viene nuovamente sbarrato da una piccola diga formando così il piccolo lago di Ortiglieto.
Qui è visibile a valle del lago in destra idrografica, il vecchio letto di scorrimento del fiume ancora sbarrato dalla diga di Zerbino che il fiume abbandonò in occasione del devastante crollo della diga secondaria di Sella Zerbino avvenuta il 13 agosto 1935.
Da qui in poi il fiume entra in un tratto ingolato veramente spettacolare: si tratta di un vero e proprio canyon profondo una decina di metri e largo nel punto più stretto circa 3.
Giunto nei pressi di Rocche, frazione di Molare, riceve, sempre da sinistra, il modestissimo contributo del torrente Amione e si appresta a sfiorare il centro cittadino del comune.
Qui il letto del torrente si allarga nuovamente formando ampi ghiaioni e intagliando in modo suggestivo la sponda destra rocciosa.
Giunto presso la cittadina di Ovada il torrente riceve il discreto apporto del suo primo notevole affluente di destra: il torrente Stura di Ovada (4,3 m³/s), dopo di che il torrente si fa più regolare e rettilineo con acque più copiose e costanti.
Più a valle presso Silvano d'Orba riceve poi, sempre da destra, il torrente Piota-Gorzente (2,7 m3/s, dalle acque di ottima qualità chimica), mentre il suo corso inizia ad essere arginato.
Ancora più a valle, nel comune di Capriata d'Orba, riceve invece il piccolo torrente Albedosa.
Giunto a Predosa (AL) il fiume rallenta ancora la sua corsa a causa di uno sbarramento, ricevendo il Lemme (3,1 m³/s), il suo più lungo affluente.
Da qui in poi scorre nella piana alessandrina tra due alti argini compiendo alcuni ampi meandri sfociando da destra nel fiume Bormida presso il ponte della Maranzana e segnando il confine tra i comuni di Alessandria, Castellazzo Bormida e Frugarolo.

## Principali affluenti

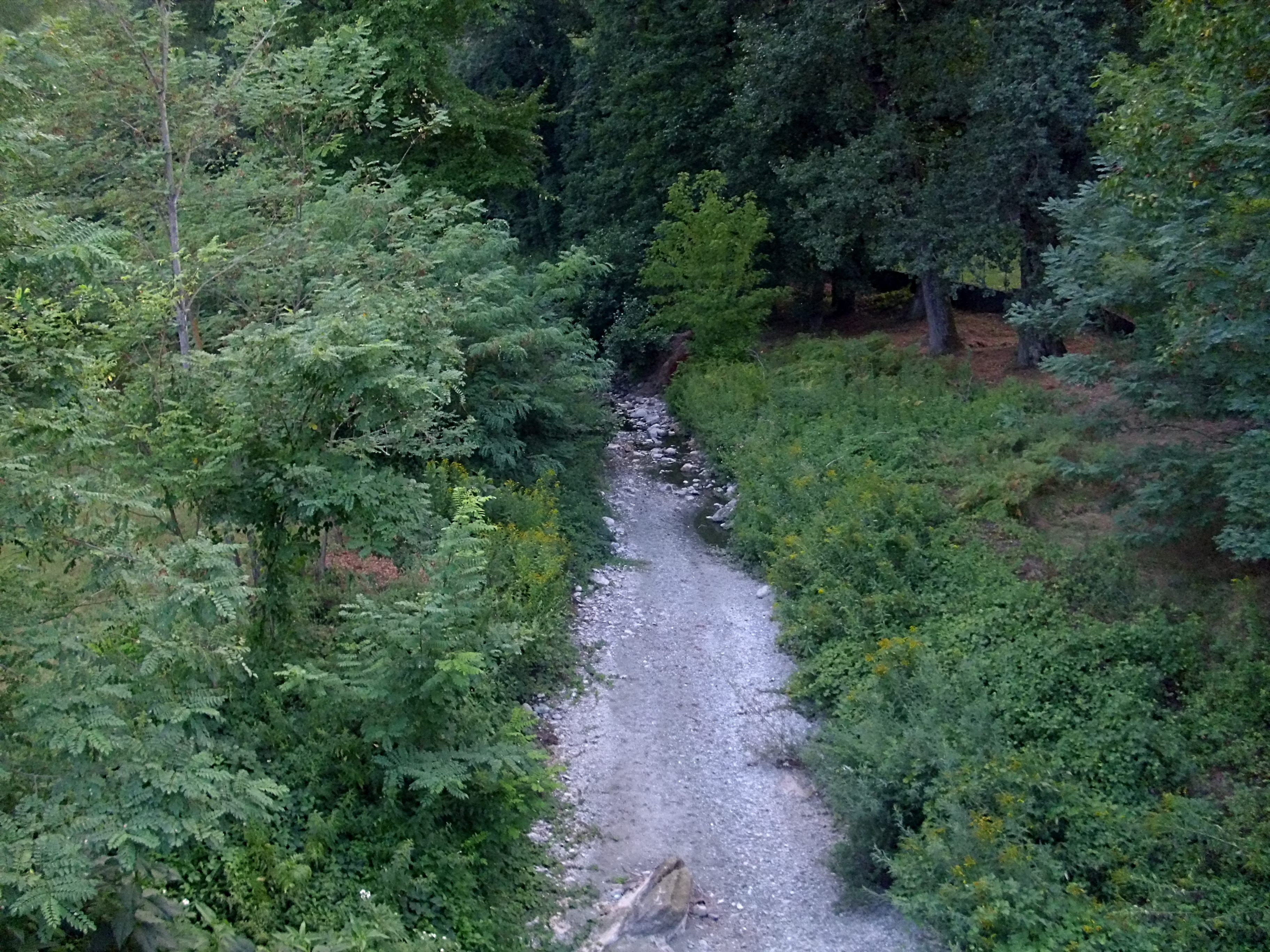
Il torrente Amione, affluente dell'Orba, in secca, nei pressi del seicentesco santuario di Nostra Signora delle Rocche, nell'omonima frazione di Molare.

- Destra idrografica:
  - Carpescio,
  - Stura di Ovada,
  - Piota,
  - Albedosa,
  - Lemme.
- Sinistra idrografica:
  - Orbarina,
  - Olbicella,
  - rio Meri,
  - Amione.

## Regime idrologico
La portata media dell'Orba si attesta nel basso corso sui 15 m³/s circa; essa comunque è influenzata dai continui rilasci da parte delle dighe a monte nel tratto ligure.
Il corso d'acqua è caratterizzato da un regime estremamente torrentizio: piene rapide e particolarmente imponenti soprattutto in autunno e tarda primavera con tempi di corrivazione molto brevi (4-5 ore dall'inizio delle precipitazioni) e magre estreme nel periodo estivo, dove in alcuni tratti si secca completamente a causa anche dei massicci prelievi idrici.

## Il disastro di Molare del 1935
In Piemonte il torrente è tristemente noto per il terribile disastro alluvionale avvenuto il 13 agosto 1935.
Dopo mesi di prolungata siccità il giorno 13 un'eccezionale precipitazione (da 350 a 550 mm in appena 8 ore), interessò quasi tutto l'alto bacino del fiume causando imponenti onde di piena sia dell'Orba che dei suoi affluenti.
A monte del comune di Molare sul bacino artificiale del lago di Ortiglieto (nato 10 anni prima dallo sbarramento del corso del fiume all'altezza del Bric Zerbino con una grossa diga principale e da un'altra diga secondaria sull'adiacente cresta rocciosa di sella Zerbino) a causa di alcuni gravi errori di progettazione degli scarichi della diga principale, il livello del lago salì enormemente, riempiendosi sino all'orlo e tracimando oltre la cresta di entrambe le dighe per oltre 2 metri di altezza.
In breve tempo la forte erosione dell'acqua scalzò la base della diga secondaria che dopo poco cedette di schianto.
Un muro d'acqua precipitò dunque dalla cresta di Sella Zerbino riversandosi conseguentemente nel sottostante letto dell'Orba (già pesantemente in piena), creando un'onda di piena alta 20 metri e ampia dai 2.500 – 3.000 m³/s (un valore di portata millenario per l'Orba) che correndo furiosa a valle spazzò via decine di manufatti civili e abitazioni tra i quali la stessa centrale elettrica, lesionò brutalmente i ponti del comune di Molare e devastò pesantemente un popoloso quartiere della cittadina di Ovada.
Da qui l'Orba accresciuto ancora degli apporti di piena degli affluenti Stura e Piota (le precipitazioni straordinarie avevano infatti interessato anche tutti gli affluenti) proseguì a valle con un'ampiezza di 4.000 m³/s devastando tutto il fondovalle e le campagne sino alla confluenza con il fiume Bormida presso Alessandria. L'imponenza della piena fu tale da riuscire a causare addirittura un grosso rigurgito sino nel fiume Tanaro che tracimò andando così ad allagare molte abitazioni presso la confluenza con la Bormida, vicinissimo alla zona urbana di Alessandria.
Le perdite umane di questa immane tragedia furono 115 di cui ben 97 nel solo comune di Ovada.
Il letto del fiume fu sconvolto dall'evento tanto che nel punto in cui avvenne il crollo della diga secondaria di Sella Zerbino (quella principale rimase in piedi) l'Orba erose di decine di metri la stessa cresta rocciosa scavandosi un nuovo letto e abbandonando quello sbarrato dalla diga principale (a tutt'oggi ancora esistente).